# Infraordine
In biologia, ai fini della tassonomia, l'infraordine è uno dei livelli di classificazione scientifica degli organismi viventi, tanto della zoologia, quanto della botanica.
Nell'organizzazione sistemica, l'infraordine è inferiore al sottordine e superiore al parvordine ed in mancanza di questo, alla famiglia (o alla superfamiglia se esistente). Nello stesso sottordine ci sono perciò più infraordini, e ciascun infraordine è suddiviso in uno o più parvordini oppure a una o più famiglie (o più superfamiglie).